# Sapromyza ardesiaca
Sapromyza ardesiaca är en tvåvingeart som beskrevs av Shatalkin 1993. Sapromyza ardesiaca ingår i släktet Sapromyza och familjen lövflugor. Inga underarter finns listade i Catalogue of Life.